# 太平桥站 (哈尔滨地铁)

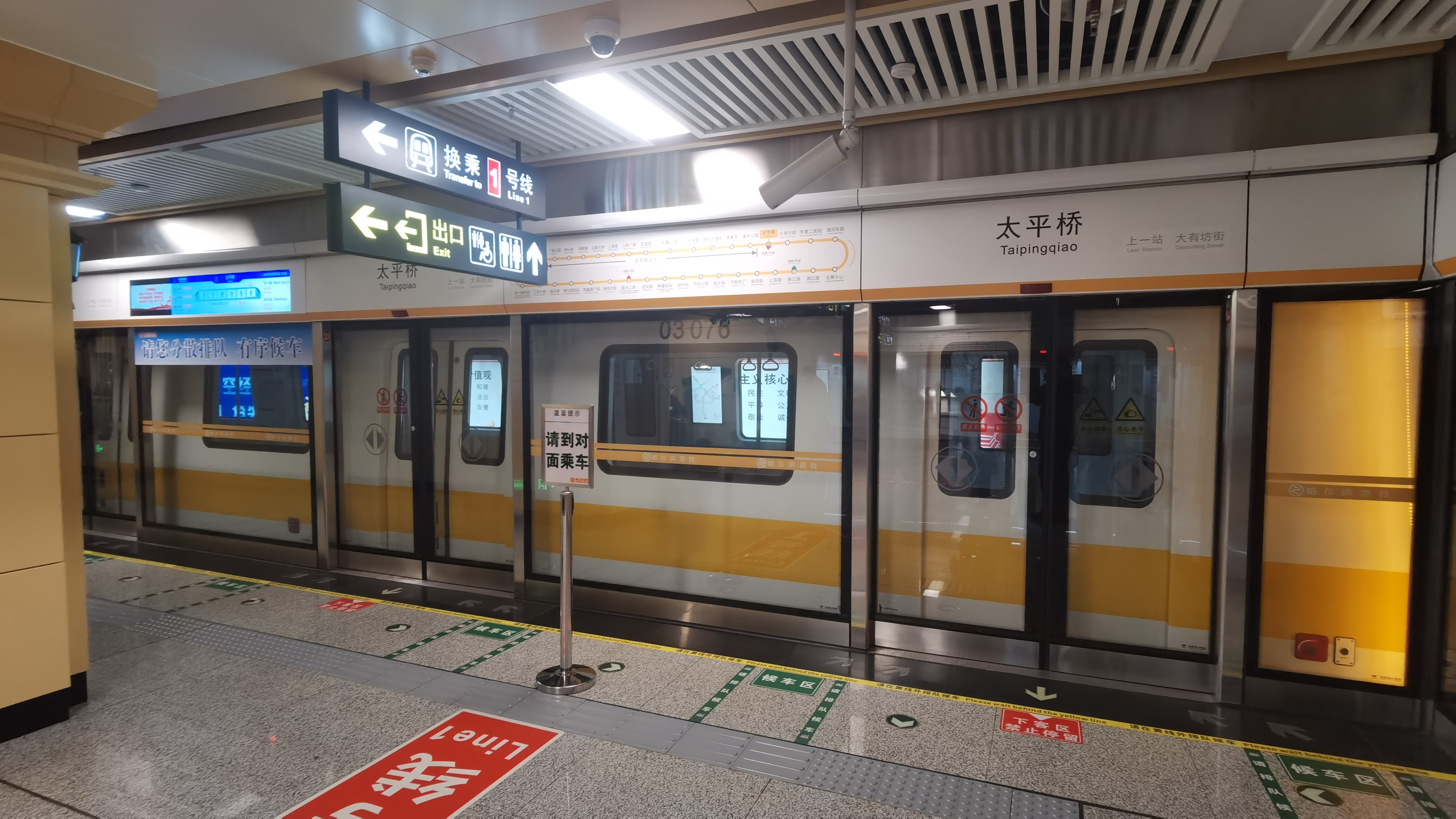
地铁3号线太平桥站站台

太平桥站是哈尔滨地铁1号线与3号线的地铁车站，是一个换乘站，位于中国黑龙江省哈尔滨市道外区南通大街与东直路交叉口，临近哈尔滨太平桥，1号线车站于2013年9月26日开通，3号线车站于2021年11月26日开通。本站曾为3号线北端终点站。

## 车站结构
太平桥站位于南通大街与东直路交叉口，1号线车站沿南通大街地下南北向设置，车站主体长度为331.5米，标准段宽25.75米，为地下二层一岛一侧混合式站台车站，站台长度120米，其中往新疆大街站方向使用西侧岛式站台，往哈尔滨东站方向使用东侧侧式站台，上下行正线中设有存车线及一侧未启用的岛式站台，车站北侧设有出入段线连接太平桥车辆段。3号线车站沿东直路东西向设置，为地下三层岛式站台车站，车站标准段宽21.4米，因3号线在本站无列车折返条件，3号线二期东南半环开通后至2023年8月间，列车仅使用南侧站台，在本站与大有坊街站间单线运行，限制了3号线行车密度，使得其间隔较其他线路更长。两线站厅相通，换乘采用T型换乘形式，换乘节点分别连接1号线两站台北侧与3号线站台中部，但仅供1号线至3号线单向换乘，3号线换乘1号线需通过车站站厅。
|                   |  | █ 1号线往新疆大街（工程大学）   |
| 島式 · 開左邊车门 |  |                                 |
|                   |  | █ 1号线存车线                   |
|                   |  | █ 1号线往哈尔滨东站（交通学院） |
| 側式 · 開右邊车门 |  |                                 |

|                   |  | █ 3号线外环（靖宇公园） |
| 島式 · 開左邊车门 |  |                         |
|                   |  | █ 3号线内环（大有坊街） |

## 车站出口
太平桥站共设6个出口，以及一个地下连通道连接百盛购物中心地下一层，各出口及周围设施如下所示：
| 编号                | 建议前往的目的地                                       | 照片 | 无障碍设施 |
| ------------------- | ------------------------------------------------------ | ---- | ---------- |
| 1 · 出口            | 南通大街，百盛购物中心（太平桥店），哈尔滨冰上训练基地 |      | 不適用     |
| 2 · 出口            | 南直路，南通大街，百盛购物中心（太平桥店）             |      | 不適用     |
| 3 · 出口 · （设有） | 延平街，太安大街，千禧太阳购物广场                     |      |            |
| 4 · a · 出口        | 东直路，太平人民医院，哈尔滨市老年医院                 |      | 不適用     |
| 4 · b · 出口        | 新滨街，东直路，维也纳音乐广场                         |      |            |
| 5 · 出口            | 通河街，太星小学，维也纳音乐广场                       |      | 不適用     |
| 图例： 设有         |                                                        |      |            |

## 接驳交通

### 机场巴士
| 太平桥        | 太平桥 | 太平桥 | 太平桥       | 太平桥 |
| 编号          | 路线   | 路线   | 路线         | 备注   |
| ------------- | ------ | ------ | ------------ | ------ |
| 机场巴士3号线 | 哈东站 | ⇆      | 太平国际机场 |        |

### 公交车
| 太平桥        | 太平桥                 | 太平桥 | 太平桥               | 太平桥             |
| 编号          | 路线                   | 路线   | 路线                 | 备注               |
| ------------- | ---------------------- | ------ | -------------------- | ------------------ |
| 6             | 哈东站                 | ⇆      | 哈站北广场公交首末站 |                    |
| 夜6           | 哈东站                 | ⇆      | 哈站北广场公交首末站 |                    |
| 14            | 会展中心公交换乘枢纽   | ⇆      | 河源街               |                    |
| 30            | 哈东站                 | ⇆      | 三合园小区           | 原 52（第一代）    |
| 37            | 哈西站西广场公交首末站 | ⇆      | 南直小区             |                    |
| 53            | 北大荒唐都生态园       | ⇆      | 经纬十二道街         |                    |
| 55            | 长安城小区停车场       | ⇆      | 军民街               |                    |
| 61            | 民生尚都福园小区       | ⇆      | 长江路               |                    |
| 66            | 悦城231小区            | ⇆      | 上江街（丁香公园）   |                    |
| 74            | 昆仑商城               | ⇆      | 河梁街               |                    |
| 104           | 糖业研究所             | ⇆      | 太平桥               |                    |
| 夜104         | 糖业研究所             | ⇆      | 太平桥               |                    |
| 105           | 绿荫小区               | ⇆      | 阳明滩大桥南         |                    |
| 266           | 南亭印象小区           | ⇆      | 黑龙江科技大学       |                    |
| 268           | 哈东万达广场           | ⇆      | 道外北十六道街       |                    |
| 331           | 民富桥                 | ⇆      | 延平街               |                    |
| 334           | 东兴满族村村口         | ⇆      | 延平街               |                    |
| 339           | 延平街                 | ⇆      | 巨源                 | 定时班车           |
| 352           | 延平街                 | ⇆      | 中顺二手车市场       |                    |
| 355           | 曹家                   | ⇆      | 市老年医院           | 定时班车；原 郊9–3 |
| 355白渔泡支线 | 市老年医院             | ⇆      | 白渔泡第一专科医院   | 定时班车           |
| 355巨源支线   | 巨源                   | ⇆      | 市老年医院           |                    |
| 356           | 哈东华府               | ⇆      | 安隆街               | 原 郊9–4           |
| 358           | 满洲屯                 | ⇆      | 市老年医院           | 定时班车；原 郊9–5 |
| 359           | 民主乡                 | ⇆      | 市第四医院           | 定时班车           |
| 360           | 新国                   | ⇆      | 太平桥头             | 定时班车           |
| 375           | 滨江湿地               | ⇆      | 太平桥               | 原 郊9             |
| 380           | 东兴满族村村口         | ⇆      | 市老年医院           | 定时班车；原 郊9–2 |
| 385           | 三门王家屯             | ⇆      | 玛克威商厦           |                    |
| 385区间       | 三门王家屯             | ⇆      | 延平道口             |                    |
| 398           | 天理村                 | ⇆      | 市老年医院           | 定时班车；原 郊9–6 |

## 车站历史
- 2013年9月26日，1号线车站随1号线一二期工程通车一同开通[1]。
- 2018年10月31日，3号线车站主体结构封顶。
- 2021年11月26日，3号线车站随3号线二期工程东南半环通车一同开通[2]，本站成为换乘车站，为3号线北端终点站。
- 2022年
  - 11月18日，受新冠疫情影响，车站暂停运营[8]。11月21日，车站恢复运营[9]。
  - 11月27日，受新冠疫情影响，车站暂停运营[10]。12月8日，车站恢复运营[11]。
- 2023年9月29日，3号线二期西北半环老道外段开通运营，车站不再为3号线终点站[12]。
- 2024年11月10日，因1号线交通学院站至哈尔滨东站地铁隧道周边地质条件整治与设备系统更新改造，车站成为1号线北端临时终点站[13]，列车利用存车线及一侧前期未启用的岛式站台进行站前折返。
- 2025年1月18日，1号线交通学院站至哈尔滨东站恢复运营，车站不再为1号线临时终点站[14]。